# Nico Spits

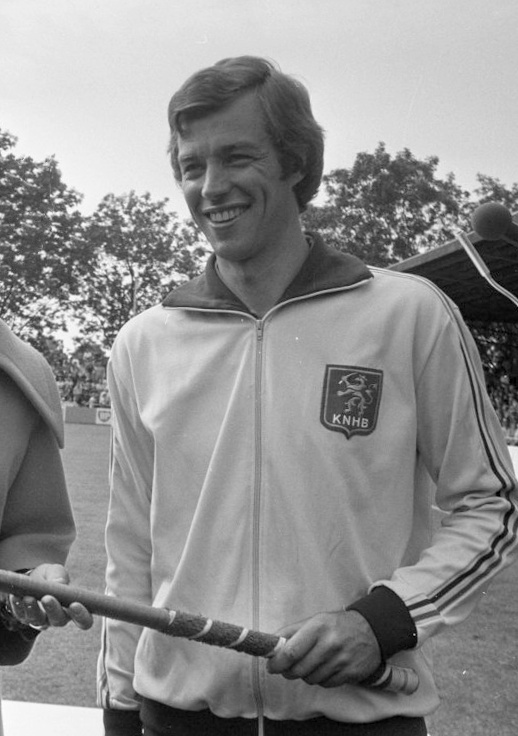
Nico Spits (1973)

Nicolaas „Nico“ Bernard Spits (* 7. September 1943 in Amstelveen) ist ein ehemaliger niederländischer Hockeyspieler, der 1973 Weltmeister sowie 1970 Europameisterschaftszweiter war.

## Sportliche Karriere
Der 1,85 m große Mittelfeldspieler absolvierte von 1963 bis 1973 insgesamt 86 Länderspiele für die niederländische Nationalmannschaft, in denen er 25 Tore erzielte.
Bei den Olympischen Spielen 1964 in Tokio war Nico Spits in drei von acht Spielen dabei. Die Niederländer erreichten den siebten Platz. Zwischen seinem 16. Länderspiel im Oktober 1965 und seinem 17. Länderspiel im April 1969 vergingen dreieinhalb Jahre. 1970 fand in Brüssel die erste Europameisterschaft statt. Die Niederlande gewannen ihre Vorrundengruppe und besiegten im Viertelfinale die Polen. Mit einem 2:0 gegen Spanien erreichten die Niederländer das Finale, das sie mit 1:3 gegen die deutsche Mannschaft verloren. Nico Spits erzielte im Halbfinale eines der beiden Tore für die Niederländer. Im Oktober 1971 wurde in Barcelona die erste Weltmeisterschaft ausgetragen. Die Niederländer belegten den sechsten Platz.
Bei den Olympischen Spielen 1972 in München belegten die Niederländer in der Vorrunde den zweiten Platz hinter der indischen Mannschaft. Nach einer 0:3-Halbfinalniederlage gegen die Deutschen unterlagen die Niederländer im Spiel um Bronze den Indern mit 1:2. Spits erzielte in neun Spielen ein Tor. Im Jahr darauf bei der Weltmeisterschaft 1973 in Amstelveen belegten die Niederländer in der Vorrunde den zweiten Platz hinter der Mannschaft Pakistans. Im Halbfinale gegen die deutsche Mannschaft gewannen die Niederländer genauso im Siebenmeterschießen wie im Finale gegen die Inder. Das Weltmeisterschaftsfinale war das letzte Länderspiel von Nico Spits.
Nico Spits spielte für den Amsterdamsche Hockey & Bandy Club, mit dem er auch niederländischer Meister war. Sein Bruder Frans Spits gehörte 1973 ebenfalls zum Weltmeisterteam.